# Chaczachbjur
Chaczachbjur – wieś w Armenii, w prowincji Gegharkunik. W 2011 roku liczyła 1064 mieszkańców.